# Laura Redondo
Laura Redondo (née le 3 juillet 1988 à Madrid) est une athlète espagnole, spécialiste du lancer du marteau.

## Biographie
En 2022, Laura Redondo se classe deuxième de la Coupe d'Europe des lancers. Au mois de juin elle bat le record d'Espagne de Berta Castells lors des championnats de Catalogne.
Elle établit un nouveau record d'Espagne le 18 juin 2022 à Madrid avec 72,00 m. Elle remporte la médaille d'or des championnats ibéro-américains et des Jeux méditerranéens.

## Palmarès

### International
| Date | Compétition                   | Lieu     | Résultat | Temps   |
| ---- | ----------------------------- | -------- | -------- | ------- |
| 2022 | Coupe d'Europe des lancers    | Leiria   | 2e       | 69,72 m |
| 2022 | Championnats ibéro-américains | La Nucia | 1re      | 68,68 m |
| 2022 | Jeux méditerranéens           | Oran     | 1re      | 69,97 m |

### National
- Championnats d'Espagne :
  - Vainqueur en 2015, 2020, 2021 et 2022

## Records
| Épreuve           | Temps   | Lieu   | Date         |
| ----------------- | ------- | ------ | ------------ |
| Lancer du marteau | 72,00 m | Madrid | 18 juin 2022 |